# Vägatjärnen, Västerbotten
Vägatjärnen är en sjö i Vindelns kommun i Västerbotten och ingår i Umeälvens huvudavrinningsområde. Vägatjärnen ligger i Vindelälven Natura 2000-område.